# Codex von Aleppo
Der Codex von Aleppo (MA, hebräisch כתר ארם צובא, Keter („Krone“) Aram Tzova) war bis zu seiner Beschädigung im Jahre 1947 das älteste vollständige Manuskript der masoretischen, mit Angaben zur Vokalisation und Kantillation versehenen hebräischen Bibel. Der Codex umfasst jetzt noch 295 von ursprünglich 491 Blättern und befindet sich in Jerusalem im Israel Museum im Schrein des Buches.

## Entstehung
Der ursprüngliche Text des Codex bestand nur aus Konsonanten und wurde ca. 920 n. Chr. in oder bei Tiberias (Palästina) von Solomon ben Buya'a abgeschrieben. Diese Abschrift wurde durch den Masoreten Aaron ben Mosche ben Ascher überprüft, vokalisiert und mit masoretischen Anmerkungen versehen. Aaron war das letzte und berühmteste Mitglied der Grammatikerfamilie Ben Ascher aus Tiberias, die die genaueste Fassung der Masorah und mithin der Hebräischen Bibel formte.
Die Handschrift war von Anfang an als Mustercodex vorgesehen. Nur an Passah, Schawuot (=Wochenfest) und dem Laubhüttenfest sollte aus ihr vorgelesen werden; ansonsten stand sie nur Gelehrten für die Klärung von Zweifelsfragen zur Verfügung. Für das „normale“ Bibelstudium war sie nicht gedacht.

## Geschichte
Mitte des 11. Jahrhunderts, etwa ein Jahrhundert nachdem er geschrieben wurde, kam der Codex in die Hände der Karäergemeinschaft von Jerusalem, anscheinend nachdem er den Erben des Aaron ben Ascher abgekauft wurde. Nicht lange danach wurde er als Beute aus Jerusalem mitgenommen (entweder 1071 von den Seldschuken oder 1099 von den Kreuzfahrern) und tauchte schließlich in der Rabbanitensynagoge in Kairo wieder auf, wo er von Maimonides benutzt wurde. Maimonides’ Nachkommen brachten ihn Ende des 14. Jahrhunderts nach Aleppo (Syrien). Die Gemeinde in Aleppo hütete ihn sechs Jahrhunderte lang so sorgfältig, dass es für Außenstehende fast unmöglich war, ihn zu untersuchen. Insbesondere wurde stets die Erlaubnis zur kompletten Verfilmung verweigert. Nachträglich stellte sich jedoch heraus, dass dennoch Fotografien einzelner Seiten existieren, so aus den Jahren 1887 (Gen 26,37–27,30) und 1910 (Dt 4,38–6,3).
Während des Pogroms von Aleppo im Dezember 1947 wurde die Aleppiner Zentralsynagoge in Brand gesetzt und zerstört. Der Codex galt zunächst als verloren. Wie sich später herausstellte, hatten aber große Teile des Codex gerettet werden können. Die genauen Umstände der Beschädigung und der Verbleib in den Folgejahren sind bis heute strittig. Die Juden von Aleppo behaupten, die fehlenden Blätter seien verbrannt; andererseits zeigen die erhaltenen Blätter kein Anzeichen einer Feuereinwirkung, sie müssen also rechtzeitig in Sicherheit gebracht worden sein. Die heute sichtbaren dunklen Flecken an den Seitenrändern und -ecken beruhen wahrscheinlich auf Bakterien- oder Pilzbefall. Zudem stellte die Instabilität der Tinte die Konservatoren des Israel-Museums vor besondere Herausforderungen.
Angesichts ihres Alters befinden sich die erhaltenen Seiten der Handschrift aber lt. Auskunft des Israel-Museums in „bemerkenswert gutem Zustand“ (remarkably excellent condition).
Im Januar 1958 wurde der Codex unter nicht ganz geklärten Umständen nach Jerusalem gebracht, wo er sich heute noch befindet. Ein massiver Streit entbrannte über die Berechtigung des Boten, den Codex an das Israel-Museum zu übergeben. Aus Aleppo stammende Rabbiner vertreten die Auffassung, dass der Codex nur ihnen hatte übergeben werden sollen. Am 31. Dezember 1981 wurde dem Vorstand der Handschriftenabteilung an der Jüdischen National- und Universitätsbibliothek ein Blatt aus den Chronikbüchern übergeben. Der Teil einer Seite aus dem Buch Exodus wurde 1987 den Gelehrten des Ben-Zvi Instituts bekannt. Im November 2007 tauchte eine weitere Seite auf. Sie war bei dem Brand der Synagoge im Jahr 1947 gerettet worden. Das Auftauchen dieser bisher verschollenen Seiten könnte bedeuten, dass auch weitere Blätter noch irgendwo vorhanden sind. So vermuten einige Gelehrte, die immer noch fehlenden Blätter könnten 1947 von Mitgliedern der jüdischen Gemeinde herausgerissen und privat versteckt worden sein.
Dem steht die in einem Artikel der New York Times vom 25. Juli 2012 geäußerte Vermutung gegenüber, dass der Codex 1958 nahezu vollständig an das Israel-Museum übergeben worden sei. Der Leiter des Ben-Zwi-Instituts am Israel Museum, Meir Benayahu, habe niemals einen ordentlichen Katalog der eintreffenden Bücher zusammengestellt, und in seiner Amtszeit bis zu seiner Entlassung unter ungeklärten Umständen im Jahre 1970 seien zahlreiche Manuskripte aus den Beständen verschwunden.
Der israelische Fachjournalist für archäologische und religiöse Themen Matti Friedman schreibt dazu in seinem Buch Der Aleppo-Codex: 

„Uns bleibt nur diese eine Tatsache: Die Krone von Aleppo kam Ende Januar 1958, also zu einem Zeitpunkt, als das Fehlen eines bedeutenden Teils der Handschrift noch nirgends dokumentiert war, in die Obhut einer Bibliothek, in der die Bücher nicht sicher waren. Im März desselben Jahres galten 200 Seiten als vermisst. Im Lauf der Jahrzehnte ließen die Wissenschaftler des Ben-Zwi-Instituts die Öffentlichkeit immer wieder wissen, dass sie überall auf der Welt nach den fehlenden Teilen suchten. Sie suchten im alten Aleppo, in Brooklyn, in São Paulo und in Rio de Janeiro. Sie baten einen Hellseher in der Schweiz, den Fundort auf Landkarten des südlichen Libanon auszupendeln. Sie schauten, wie es scheint, überallhin – nur nicht in den Spiegel.“

Ein Sammler von Judaica behauptete 1993, dass ihm Mitte der 1980er Jahre in Jerusalem ein Bestand von 70 bis 100 Seiten, die er für Seiten aus dem Aleppo-Codex hielt, zum Kauf angeboten worden sei. Er habe den geforderten Preis nicht zahlen wollen, so dass der Bestand an einen Sammler in London gegangen sei, dessen Namen er nicht preisgeben würde.

## Umfang
Das Buch, das 1958 nach Israel geschmuggelt wurde, umfasste 294 beidseitig beschriebene Blätter. Es fehlen wesentliche Teile des Anfangs (Pentateuch) und am Ende der Handschrift sowie einzelne Seiten aus der Mitte. Insgesamt wurden 196 von ursprünglich 491 Seiten vermisst.
Der jetzige Textbestand beginnt mit dem letzten Wort des 5. Buch Mose in Kapitel 28, Vers 17 (ומשארתך, „und dein Backtrog“).
Es folgen die Bücher Josua, Richter, 1. und 2. Samuel, 1. und 2. Könige, Jesaja, Jeremia (Blatt 148 beschädigt - Kapitel 29:10-32:29 unvollständig), Ezechiel, Hosea, Joel, Amos, Micha, Nahum, Habakuk, Zefanja, Sacharja, Maleachi, 1. und 2. Chronik, Psalmen (15-25:1 fehlen) bis 148, dann ab Mitte Hiob 1,16 , Sprichwörter, Ruth, Hoheslied.
Das letzte Blatt endet mit בנות ציון in Hoheslied 3,11 („kommt heraus und sehet, ihr Töchter Zions...“).
Es fehlen namentlich: Das Ende des Hohelieds, Kohelet, Klagelieder Jeremias, Ester, Daniel und Esra/Nehemia.
Das Fehlen der Seiten ist offenbar auf die Beschädigung im Jahre 1947 zurückzuführen.

## Bedeutung
Der Codex von Aleppo wird von vielen jüdischen Gruppierungen als autoritativste Quelle sowohl für den biblischen Text wie auch für die Vokalisation und Kantillation betrachtet, da er nachweislich am getreuesten den masoretischen Prinzipien der Ben-Ascher-Schule folgt. Er wird auch als das autoritativste Dokument der Masorah („Überlieferung“) betrachtet, der Tradition, durch die die Hebräischen Schriften über die Generationen hinweg bewahrt wurden.
Diese Bewertung stützt sich darauf, dass der Codex von Aleppo jenes Manuskript war, das der Rabbi und Gelehrte Maimonides (1135–1204) benutzte, als er in seiner Mischneh Torah die genauen Regeln für das Schreiben von Torahrollen festlegte (Hilkot Sefer Torah, „Die Gesetze der Torahrolle“). Allerdings zitierte Maimonides ihn nur für die Abschnittseinteilung und andere Formatierungsfragen, aber nicht für den Textwortlaut selbst.
„Der Codex, den wir bei diesen Arbeiten benutzten, ist der in Ägypten bekannte Codex, der in Jerusalem war und 24 Bücher umfasst“, schrieb er.
Die Arbeit von Moshe Goshen-Gottstein an den wenigen erhaltenen Seiten der Torah scheint zu bestätigen, dass der Codex von Aleppo in der Tat die von Maimonides benutzte Handschrift war. In der Einleitung zu seinem Faksimile-Nachdruck des Codex bewertet Goshen-Gottstein den Codex von Aleppo nicht nur als den ältesten einbändigen Tanach, sondern als den ersten kompletten Tanach, der von einem oder zwei Leuten als einheitliches Werk in einem konsequenten Stil hergestellt wurde.
In der christlichen Bibelwissenschaft wird der Codex von Aleppo als einer der wichtigsten und ältesten Zeugen des masoretischen Textes gesehen und in wissenschaftlichen Textausgaben mit herangezogen.
Seit 2015 gehört der Codex zum Weltdokumentenerbe der UNESCO.

## Moderne Ausgaben
Der Codex von Aleppo ist die Quelle mehrerer moderner Ausgaben der Hebräischen Bibel, darunter die Ausgabe von Mordechai Breuer, das Hebrew University Bible Project (bisher [Stand 2006] erschienen: Jesaja, Jeremia, Ezechiel) und die „Jerusalem Crown“: Letztere folgt dem Seiten-Layout des Codex, bietet einen auf Breuers Arbeit basierenden Text und wurde 2000 in Jerusalem gedruckt. Dabei wurde eine neu entworfene Type verwendet, die auf der Kalligraphie des Codex aufbaut.
Diese Bibelausgabe wird in Israel bei der Vereidigung des Staatspräsidenten benutzt.